# Trikātas pagasts
Trikātas pagasts est une unité administrative dans le nord de Vidzeme en Lettonie. Il est composé de trois villages, à savoir Dutka, Ūdriņas et Trikāta qui est son centre administratif, ainsi que de plusieurs lieux-dits. Avec Kauguru pagasts et Brenguļu pagasts il est rattaché à Beverīnas.

## Population
La population est repartie entre trois villages principaux. À Trikāta on compte 334 habitants, à Dutka - 200, et à Ūdriņas - 50.

## Géographie
Au nord, Trikātas pagasts est bordé par le cours méandreux de la Gauja. Son territoire est également traversé par son affluent gauche l'Abuls ainsi que les petits cours d'eau qui alimentent Abuls, comme Melderupīte, Vaiģupīte, Dedums, Nigra, Mutulīte et Lisa. Lisa forme trois étangs naturels: Dutkas ezers, Pannas ezers et Baznīcas ezers.
Au sud du pagasts se trouve le marécage Kačoru purvs avec la superficie de 1 155 ha.
43,7% du territoire est couvert de forêts.

## Patrimoine naturel
Les terres agricoles occupent 4 319 ha des 11 314 ha du territoire du pagasts, les forêts - 4 939 ha.

## Transport
La ligne du chemin de fer Rīga- Lugaži dessert le pagasts. Ici passe également la route régionale P25 Smiltene-Strenči, ainsi que les routes plus petites.